# هوبيرت ناي
هوبيرت ناي (بالألمانية: Hubert Ney) (12 أكتوبر 1892 - 3 فبراير 1984) كان سياسي ألماني (حزب الوسط (Zentrum)، حزب الشعب المسيحي في سارلاند (CVP)، الاتحاد الديمقراطي المسيحي الألماني (CDU)، الجماعة الوطنية المسيحية (CNG))ا. شغل في الفترة 10 يناير 1956 إلى 4 يونيو 1957 منصب رئيس وزراء محمية سار. ولد وتوفي في زارلوييس.
كانت تجمعه علاقة قرابة بميشيل ناي.

## روابط خارجية
- هوبيرت ناي على موقع مونزينجر (الألمانية)